# Sveta Gora
Sveta Gora (za pravoslavne vjernike: Sveta Gora Atonska, Svetyje Gori Atona) je autonomna monaška (monačka) država u sastavu Helenske Republike. Atos (Athos, Athon, Sveta gora) je poluotok i istoimena planina na obalama Egejskoga mora. Jedan je od centara, ako ne i sam centar pravoslavnoga svijeta.
Poluotok je najistočniji od tri "prsta" (produžetka) poluotoka Halkidike (Egejska Makedonija) na sjeveru Grčke.
Ȃtos je u Grčkoj znan kao Άγιο Όρος (Ayio Oros ili „Sveta gora“) (na grčkom) ili Ἅγιον Ὄρος (Hágion Óros) (na klasičnom grčkom). Atos je sjedište 20 pravoslavnih manastira i čini autonomnu državu pod grčkim suverenitetom. Samo je monasima dopušteno živjeti na Svetoj Gori, a trenutačno na njoj živi oko 2000 monaha. Poluotok, istočni krak većeg poluotoka Halkidike dugačak je 60 km, a širina mu je 7 do 12 km i ima površinu od 390 km², s planinom Atos, čije strme, gusto pošumljene padine, dosižu visinu do 2033 m. Drže je najljepšom gorom istočnog Mediterana.
Egejsko more koje okružuje poluotok može biti vrlo opasno. Perzijski veliki kralj Kserkso I. naredio je iskopavanje kanala preko prevlake da bi omogućio prolaz svoje flote 482. pr. Kr.
Gora Atos je od godine 1988. UNESCO-ova svjetska baština, kao prirodno i kulturno dobro.

## Legenda
Po jednoj staroj predaji, Bogorodica je plovila u društvu sa svetim Ivanom na putu iz Jope (današnja Jafa u Tel Avivu) na Cipar u posjet Lazaru. Kada je brod oluja skrenula s kursa na tada poganski Atos, bili su prisiljeni usidriti se u blizini luke Klement, u blizini današnjeg manastira Iviron. Djevica je izašla na obalu i, oduševljena divljom ljepotom planine, blagoslovila je i zamolila svog Sina da ga pretvori u njen vrt. Začuo se glas: "Neka ovo mjesto bude tvoje nasljeđe i tvoj vrt, raj i nebo spasenja za one koji traže spasenje." Od tog trenutka planina je posvećena kao vrt Majke Božje u koji nije dozvoljen pristup drugim ženama.

## Povijest
Sveta Gora kao manastirska zajednica formalno je osnovana 963. godine, kada je monah Atanazije osnovao Manastir Velika Lavra, i danas najveći i najznačajniji od 20 manastira. Manastir je uživao zaštitu bizantskog cara tijekom sljedećih stoljeća, pa je njegovo bogatstvo i imanje neprestano raslo. Četvrti križarski rat u 13. stoljeću doveo je nove katoličke gospodare koji su prisiljavali monahe na traženje zaštite od pape Inocenta III., do obnove Bizantskog Carstva. Katalonski plaćenici opljačkali su je u 14. stoljeću.
Kada je Bizantsko Carstvo propalo u 15. stoljeću, vlast nad Svetom Gorom preuzelo je islamsko Osmansko Carstvo. Osmànlije su udarili velike namete manastirima, ali su ih uglavnom ostavljali na miru. Broj monaha i njihovo bogatstvo opadali su u sljedećim stoljećima, ali je Sveta Gora oživjela u 19. stoljeću poklonima i dolaskom monaha iz pravoslavnih zemalja, kao što su Rusija, Bugarska, Rumunjska i Srbija i svaka od ovih država preuzela je vlast nad pojedinim manastirima. 1912. godine, za vrijeme Prvog balkanskog rata, osmànlije su protjerani i nakon kratkog sukoba između Grčke i Rusije oko suvereniteta, poluotok je formalno došao pod grčku vlast poslije Prvog svjetskog rata.
Prema ustavu  Arhivirana inačica izvorne stranice od 18. kolovoza 2012. (Wayback Machine) Grčke, Planina Atos (Vlast Svete Gore) politička je samouprava koju čine 20 glavnih manastira (koji čine Svetu zajednicu koja upravlja teritorijem), a glavni grad i administrativni centar, Kareja, također je sjedište guvernera kao predstavnika grčke vlasti. Duhovno je Sveta Gora pod direktnom jurisdikcijom carigradskog patrijarha iz Istanbula. Pored manastira postoje 12 skitova, manjih monaških zajednica, kao i mnoge usamljene monaške ćelije širom poluotoka. Sve osobe koje žive manastirskim životom postaju grčki državljani bez ikakvih formalnosti, nakon što postanu monasi. Svjetovnjaci mogu posjetiti Svetu Goru Atos, ali uz posebnu dozvolu.
Ženama je pristup poluotoku potpuno zabranjen; čak su i ženke domaćih životinja zabranjene (s izuzetkom, kažu, mačaka i kokoši koje legu jaja od čijih žutanjaka se prave boje koje se koriste u ikonopisanju). Međutim, za vrijeme Grčkog građanskog rata, Atos je pružao utočište izbjeglicama, među kojima su bile žene i djevojčice.
U današnje vrijeme, manastiri Svete Gore Atos nekoliko su puta bili pogođeni požarima, npr. u kolovozu 1990. i ožujku 2004. godine, kada je vatra progutala veliki dio srpskog manastira, Hilandar. Zbog usamljenih lokacija manastira, često na brdima, i zbog nemogućnosti pružanja prikladne protupožarne zaštite, štete koje su izazvali požari često su vrlo velike.
Pravoslavni patrijarh Aleksandrije, Petar VII., zajedno sa 16 osoba, poginuo je kad se helikopter srušio u Egejsko more na putu za Svetu Goru Atos.

## Jezici
Grčki je službeni jezik i liturgijski jezik u grčkim manastirima, dok se u drugim manastirima koriste drugi jezici:
- ruski u Svetom Pantelejmonu (35 monaha)
- srpski u Hilandaru (46 monaha),
- bugarski u Zoografu (15 monaha),
- rumunjski u skitima Prodromos i Laku (64 monaha).

Gruzijski se prije koristio u manastiru Iveron, te latinski u amalfijskom samostanu.

## Manastiri sa samoupravom
Po podacima iz 2001. na Atosu je živjelo 2.262 stanovnika, od čega su najveći broj monasi.
Na Svetoj gori nalazi se 20 manastira. U zagradi je broj monaha:
| 1. Manastir Velika Lavra (64) 2. Manastir Vatoped (163) 3. Manastir Iviron (71) 4. Manastir Hilandar (92) 5. Manastir Dionizijat (71) 6. Manastir Kutlumuš (86) 7. Manastir Pantokrator (25) 8. Manastir Ksiropotam (25) 9. Manastir Zoograf (48) 10. Manastir Dohijar (3) | 1. Manastir Karakal (60) 2. Manastir Filotej (57) 3. Manastir Simonopetra (94) 4. Manastir Svetog Pavla (112) 5. Manastir Stavronikita (42) 6. Manastir Ksenofont (123) 7. Manastir Grigorijat (107) 8. Manastir Esfigmen (121) 9. Manastir Pantelejmon (88) 10. Manastir Konstamonit (44) |

U skitima i ćelijama živi još oko 290 monaha.
- Manastir Hilandar
- Manastir Dohijar
- Manastir Esfigmen
- Manastir Simonopetra
- Manastir Zograf
- Manastir Ksenofont
- Manastir Grigorijat
- Manastir Pantelejmon
- Manastir Stavronikita je posljednji osnovan na Atosu
- Teofan Kretski, Pasija, 16. st., Manastir Stavroniki

## Umjetničko blago
Atoski manastiri poseduju bogate riznice neprocjenjivog srednjovjekovnog umjetničkog blaga, uključujući ikone, liturgijska odijela, križeve, putire, kodekse i druge kršćanske dokumente, carske povelje, moći svetaca i drugo. Do nedavno nije bilo organizirane studije i arhiviranja, ali je nedavno Europska unija osnovala fond koji je počeo katalogizirati, štiti i restaurirati ovo blago. I mnoge pravoslavne zemlje počele su voditi brigu o umjetničkom blagu svojih manastira na Atosu.

## Izdavanje poštanskih maraka
U zimu 1915. – 1916. savezničke snage planirale su iskrcavanje na Svetu Goru. U iščekivanju iskrcavanja pripremili su seriju poštanskih maraka koja je trebalo izdati 25. siječnja 1916. radi upotrebe privremene vlade monaške republike.
Ove marke tiskane su na tabacima od 12 komada, (3 reda po 4), a tiskanje je izvršeno na nosaču zrakoplova HMS Ark Royal. Marke su imale šest vrijednosti, počevši od jednog šilinga i sve su bile crno-bijele, ali na različitim vrstama papira.
Marke su imale četvrtasti okvir s imenom MOUNT ATHOS na dnu na engleskom, lijevo na ruskom, a desno na grčkom. Na vrhu je pisalo THEOCRACY. Vrijednost maraka bila je u svakom kutu, na engleskom u donjim kutovima, grčkom na gornjem lijevom i ruskom na gornjem desnom uglu. U unutrašnjem dijelu nalazio se dvoglavi bizantski orao s likom Bogorodice s Kristom na grudima, u ovalu.
Ove marke nisu imale službeni status ali spadaju u kategoriju maraka koje su pripremljene ali ne i izdane.
Dvije zanimljivosti vezane su za ove marke:
1. To su jedine marke koje su imale vrijednosti i natpise na tri različita jezika,
2. To su bile jedine marke koje su pripremljene na jednom ratnom brodu za vrijeme rata.

## Vanjske poveznice
- Službena internet stranica Svete Gore Atos  Arhivirana inačica izvorne stranice od 15. lipnja 2006. (Wayback Machine)
- Walk in Mount Athos  Arhivirana inačica izvorne stranice od 6. kolovoza 2018. (Wayback Machine) - Stranica o planini Atos.
- Sveta Gora - Povijest, kultura, zemljopis i informacije o posjetu.
- Sveta Gora Atos  Arhivirana inačica izvorne stranice od 15. lipnja 2006. (Wayback Machine) - Informacije o teokratskoj monaškoj republici.
- Poveznice  Arhivirana inačica izvorne stranice od 15. ožujka 2017. (Wayback Machine)
- Carigradska patrijaršija - Duhovni pokrovitelj monaške republike.
- Slike sa Svete Gore  Arhivirana inačica izvorne stranice od 5. lipnja 2008. (Wayback Machine)